# Phaethornis rupurumii
El ermitaño del Rupununi (Phaethornis rupurumii), también denominado ermitaño orinocense (en Colombia), ermitaño o ermitañito gargantifusco (en Venezuela) o ermitaño de garganta estriada, es una especie de ave apodiforme de la familia Trochilidae, perteneciente al numeroso género Phaethornis. Es nativo de América del Sur, en el escudo guayanés y partes de la cuenca del Amazonas oriental.
Se distribuye desde el extremo suroeste de Colombia, por el centro y este de Venezuela hasta el oeste de Guyana y adyacente norte de Brasil (Roraima), hacia el sur a lo largo del río Branco, bajo río Negro y bajo río Amazonas.
Esta especie es considerada localmente común en sus hábitats naturales: el sotobosque y los bordes de selvas húmedas, bosques de várzea y varios hábitats más secos como bosques semi-caducifolios, bosques en galería e islas forestadas en regiones no forestadas, crecimientos secundarios, matorrales etc.; a lo largo de ambas márgenes del bajo Amazonas, en islas con la correspondiente vegetación adaptada a condiciones más secas. Principalmente en tierras bajas, pero hasta los 500m de altitud en Venezuela y Guyana.

## Descripción
Mide un promedio de 9 cm de longitud y el pico 25 mm; pesa en promedio 3,7 g. El plumaje de sus partes superiores es de color marrón verdeoso. Y sus partes inferiores son de color gris parduzco, con  la garganta con plumas oscuras a manera de estrías color pardo negruzco. Tiene mandíbula amarilla. Presenta lista superciliar e infraocular marrón blancuzcas, delimitando una faja malar negra. Sus alas son negras por encima, con la cara inferior de las coberteras color ante o blancuzco; cola negra con la punta blanca, con las timoneras centrales más largas.

## Alimentación
Se alimenta principalmente del néctar de las flores, aunque también caza pequeños artrópodos.

## Reproducción
Construye con algodoncillos y residuos vegetales un nido de forma cónica, con un zarcillo largo que sirve de contrapeso. Lo suspende con raíces finas de la cara inferior de una hoja de palmera, helecho, plátano o heliconia, de manera que al doblarse la hoja por el peso, una parte de ella protege el nido.

## Sistemática

### Descripción original
La especie P. rupurumii fue descrita por primera vez por el ornitólogo francés Adolphe Boucard en 1892 bajo el nombre científico Phaetornis (error) rupurumii; su localidad tipo es: «río Rupurumi (o Rupununi), Guyana».

### Etimología
El nombre genérico masculino «Phaethornis» se compone de las palabras del griego «phaethōn» que significa ‘sol’ y «ornis» que significa ‘pájaro’; y el nombre de la especie «rupurumii», se refiere a la localidad tipo, el río Rupununi en Guyana.

### Taxonomía
Ya fue colocada en un género Pygmornis y también tratada como una subespecie de Phaethornis squalidus pero las características morfológicas indican que es pariente más próximo de P. longuemareus y P. idaliae.

### Subespecies
Según las clasificaciones del Congreso Ornitológico Internacional (IOC)  y Clements Checklist/eBird  se reconocen dos subespecies, con su correspondiente distribución geográfica:
- Phaethornis rupurumii rupurumii Boucard, 1892 – desde el extremo sureste de Colombia (este de Vichada), por el centro y este de Venezuela hasta el oeste deGuyana y adyacente norte de Brasil (Roraima)
- Phaethornis rupurumii amazonicus Hellmayr, 1906 – a lo largo del bajo río Amazonas hacia el este desde el bajo río Negro.